# Yuga
En el marco del hinduismo, un iuga (‘era’ en sánscrito) es cada una de las cuatro eras en la que está dividido un majā iuga (‘gran era’).

## Nombre sánscrito
- yuga, en el sistema AITS (alfabeto internacional de transliteración sánscrita).
- युग, en escritura devánagari del sánscrito.
- Pronunciación:
  - [iugá] en sánscrito clásico
  - [iúga] en idiomas modernos.

## Cuatroiugas
Los cuatro iugas son:
1. satia-iuga (era de la verdad) o krita-iuga (era de lo cumplido),[1] de 1 728 000 años.
2. Treta-iuga, de 1 296 000 años.
3. duapara-iuga, de 864 000 años.
4. káli-iuga (era del demonio Kali), de 432 000 años.

## Los estados espirituales de la civilización en cada iuga
En la tradición hinduista, el mundo pasa por un continuo ciclo de estas épocas. Cada satia-iuga se va degradando hasta convertirse en kali-iuga; luego viene una etapa de renacimiento que no se describe en las Escrituras, y comienza otro satia-iuga seguida de otra fase descendente y así continuamente.
El descenso de satia-iuga a kali-iuga está asociado a un progresivo deterioro del dharma (‘deber religioso’), manifestado en un decrecimiento en la duración de la vida del ser humano y la calidad de los estándares de la moral humana.

## Satya yuga
El satia-iuga es la primera de las edades del mundo.
Satia-iuga en total dura 4800 años: la era propiamente dicha 4000 años, el comienzo (amanecer) 400 años y el final (atardecer) otros 400 años.
Estos son 4800 años de los hombres, aunque 1300 años después, fueron cambiados a 4800 «años de los dioses» (que equivaldrían a 1 728 000 años de los hombres).
El método de liberación espiritual en esta primera era es dhiana (‘meditación’).
En este iuga más elevado, todas las personas puede experimentar la espiritualidad por intuición directa. El velo entre los reinos de lo material y lo transcendental se vuelve casi transparente. De acuerdo con el Natia Shastra, no hay presentaciones de natiá (danza) en el satia-iuga porque es un periodo libre de cualquier tipo de infelicidad o miseria. Satia-iuga es también llamado la Era Dorada o Edad de Oro.

## Dvāpara yuga
En duápara-iuga, el método de liberación espiritual es archana (‘adoración [de ídolos]’).
En sánscrito, dvā-para significa ‘el lado del dado marcado con dos puntos’ y por antonomasia: ‘dos’ o ‘segundo’.
Entonces dvā-para yuga significa ‘segunda era’ o ‘la era con el número dos’.
Sin embargo esta era es la tercera (después de tréta) ya que el orden de las cuatro eras se trastocó en esta época en particular, y la ‘tercera era’ (tretá) vino antes que la ‘segunda era’.
La era en total dura 2400 años: la era propiamente dicha 2000 años, el comienzo (amanecer) 200 años y el final (atardecer) 200 años.
El fin de esta era está relacionado con la muerte del dios Krishná, y los sucesos descritos en el Majabhárata.

## Tretā yuga
En el tréta-iuga, el método de liberación espiritual es el iagñá (‘sacrificio’).
Se dice que la guerra descrita en el Rāmāiaṇa sucedió en tréta-iuga.

## Kali yuga
Literalmente kali significa ‘el lado del dado marcado con un uno’.
No se debe confundir con la diosa Kālī, fundamental en el hinduismo.
En el Vishnú puraná (primeros siglos de la era cristiana), kali-iuga se describe así:

En el kali-iuga, habrá numerosos gobernantes luchando por el poder entre ellos. Ellos no tendrán carácter. La violencia, las mentiras y la inmoralidad estarán a la orden del día. La piedad y la naturaleza del bien se desvanecerán lentamente. La pasión y la lujuria serán la única atracción entre los sexos. Las mujeres serán objetos de placer sexual. La mentira será la línea límite de subsistencia. La gente culta será ridiculizada y puesta en vergüenza; en el mundo la ley del más rico será la única ley.

El método de liberación espiritual es dāna (‘dar’ caridad).

## Mahā yuga
Estos cuatro iugas juntos (satia, treta, duapara y kali) completan un majā-iuga (‘gran era’), de 4.32 millones de años humanos.
Una sucesión de 71 majaiugas completan un manuantara (‘intervalo de Manu’), la vida de un patriarca Manu.
Al final de cada manuantara hay un periodo igual de tiempo (71 majaiugas) durante el cual el «mundo» (que puede ser este planeta o el universo entero) es inundado; entonces el ciclo comienza de nuevo.

## Las enseñanzas de Sri Yukteswar

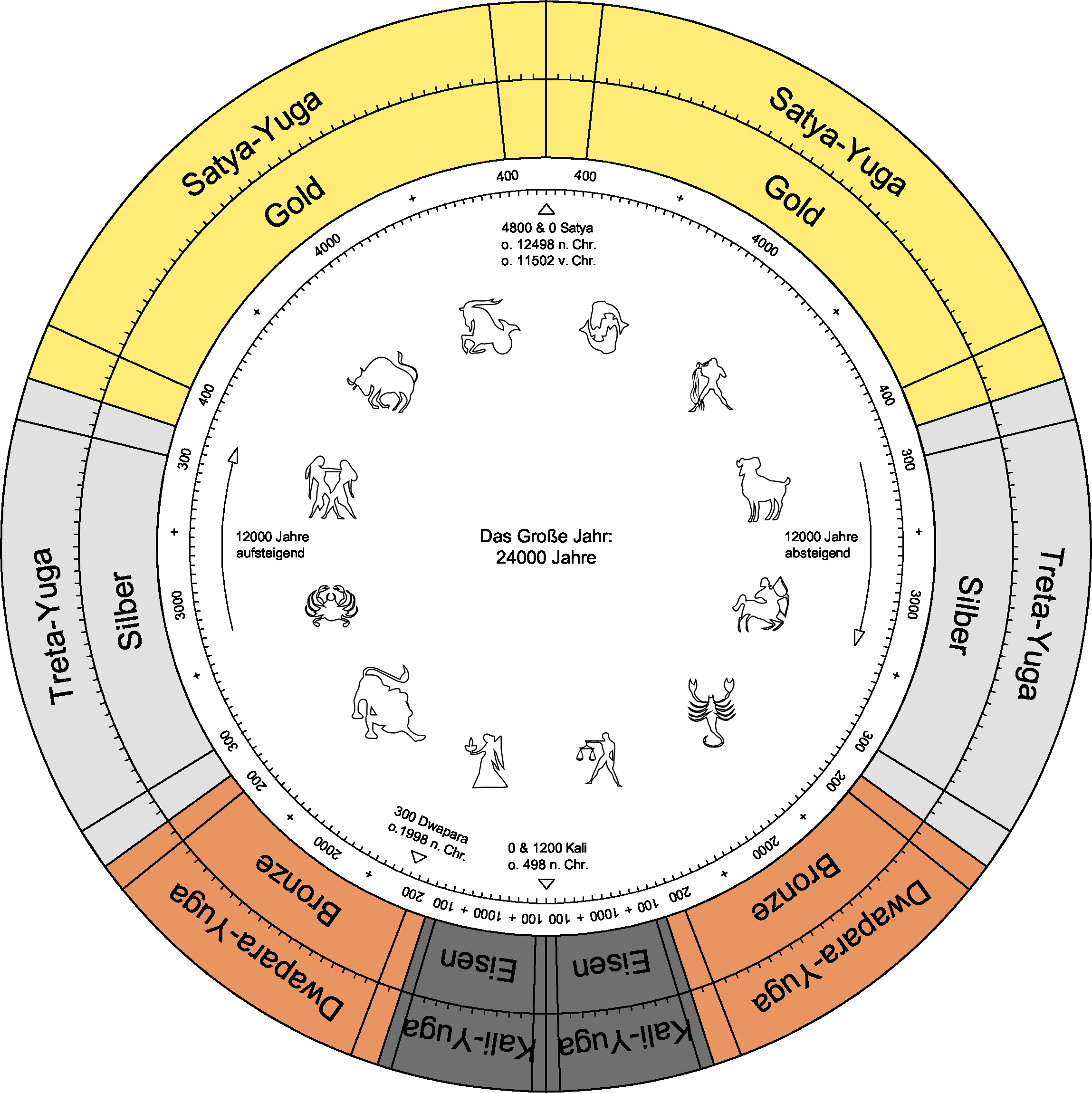
Círculo de la repetición de los iugas (eras): satya, treta, dwapara y kali, según Sri Yukteswar.

El escritor indio hinduista Sri Yukteswar Giri tenía una interpretación diferente del ciclo de iugas, que lograba explicar la incoherencia de las doctrinas hinduistas con la realidad que se vivía en su época (principio del siglo XX). Se supone que en kali-iuga debería haber menos longevidad y menos desarrollo del conocimiento, y más machismo, crímenes de odio, etc. Para eliminar esa incoherencia, en su libro La ciencia sagrada, él sostuvo con cálculos matemáticos que no estamos en kali-iuga.
Según el autor, el kali yuga comprende un periodo de 1000 +200 años, dwapara yuga 2000 +400, treta yuga 3000 +600 y satya yuga 4000 + 800. A cada yuga le corresponden dos fases de transición, por ejemplo 100 + 1000 + 100.
Si representamos las yugas en un reloj, la época espiritual más baja serían las 6 del reloj, hacia al año 1000 d. C., el centro de Kali Yuga (más o menos la Edad Media), y el punto más alto en las 12 del reloj es el centro de Satya Yuga (literalmente Edad de la Verdad; sat=verdad) o Edad de Oro. Tardamos unos 12 500 años desde el punto más bajo al más alto, y unos 25 000 en la vuelta completa en el sentido del reloj. Actualmente estaríamos a las 7 y ascendiendo en Dwapara Yuga o Edad de Bronce.